# Jan Svenungsson

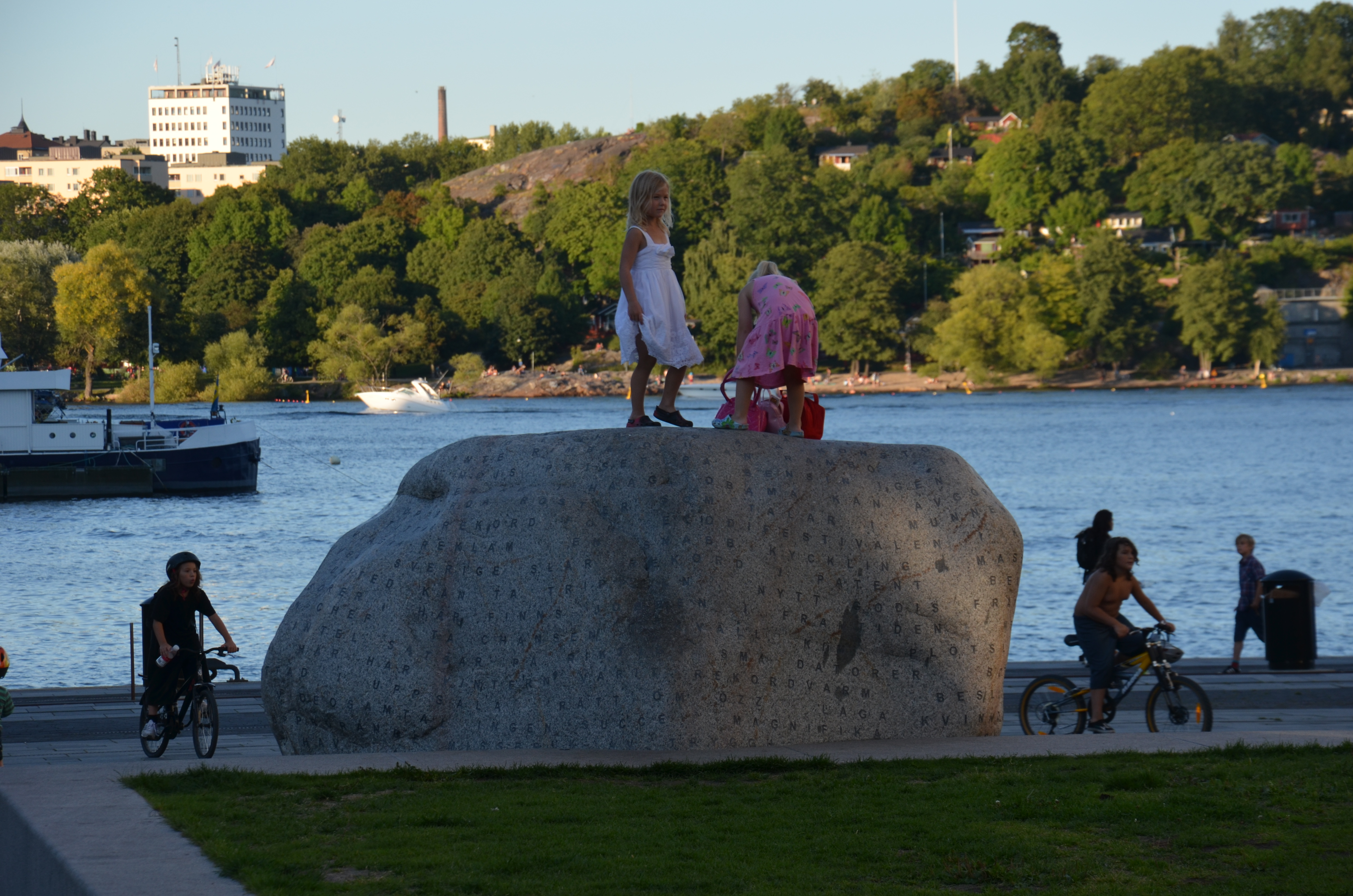
En tidsmaskin på Sjövikstorget i Årstadal i Stockholm

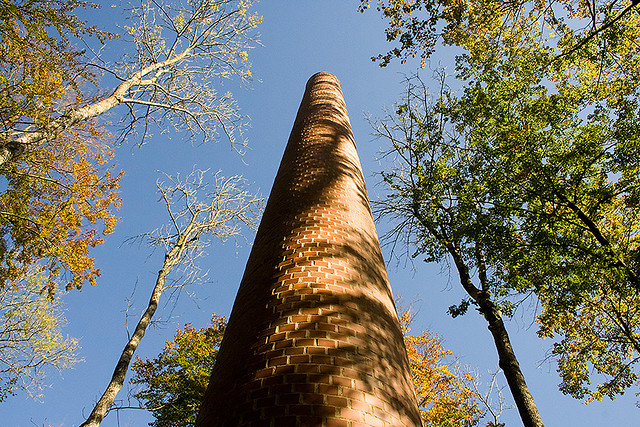
Eighth chimney i Wanås skulpturpark

Jan Henrik Svenungsson, född 30 augusti 1961 i Lund, är en svensk målare, tecknare, fotograf och tidigare musiker, verksam i Berlin.

## Biografi
Jan Svenungsson är son till Henrik och Birgitta Svenungsson, född Ekberg. Han utbildade sig på Kungliga Konsthögskolan i Stockholm 1984-89 och vid l'Institut des hautes études en arts plastiques i Paris 1988-1989. Åren 1995 och 1996 hade han ett arbetsstipendium vid Künstlerhaus Bethanien i Berlin. Åren 1996-2000 var han professor vid Högskolan för fotografi och film (HFF), vid Göteborgs universitet. Mellan 2007 och 2009 var han professor vid Bildkonstakademin i Helsingfors.  Sedan 2011 är han professor i grafik vid Universität für angewandte Kunst i Wien.
År 1991 utförde Svenungsson tillsammans med Ola Billgren den fotografiska serien Stockholm, om sammanlagt elva bilder. Svenungsson fotograferade svartvita vykortsliknande bilder på Stockholmsmotiv som Billgren därefter färglade.
Med början 1992 har Svenungsson utfört en serie "blodfläcksmålningar", målningar av röda stänk, numrerade Test 1-149. Svenungsson finns representerad vid Moderna museet i Stockholm, Berlinische Galerie i Berlin, Städel Museum i Frankfurt am Main, Musée de l'histoire contemporaine i Paris, Daejon Museum of Art, Daejeon, Syd-Korea.
Under tidigt 1980-tal utgjorde Svenungsson, tillsammans med Caiza Almén, bandet Svart som bland annat gav ut en LP på Stranded Rekords 1981.

## Offentliga verk i urval
- I morgon kommer något underbart att hända!, 2001, rostfritt stål, brons, gjutjärn, neonrör och sten, Corson, Linköpings universitet
- Kod 352, 2003, utanför Astras tidigare huvudkontor i Södertälje
- En tidsmaskin på torget, granit, 2009, Sjövikstorget, Årstadal i Stockholm
- Mitt i Prick, akustiksten, keramik och mosaik, Rosendalskolan i Göteborg
- Loose Chimney Fragment, tegelsten, STOA169 Pelarhall, Polling, Tyskland

### Skorstensprojektet

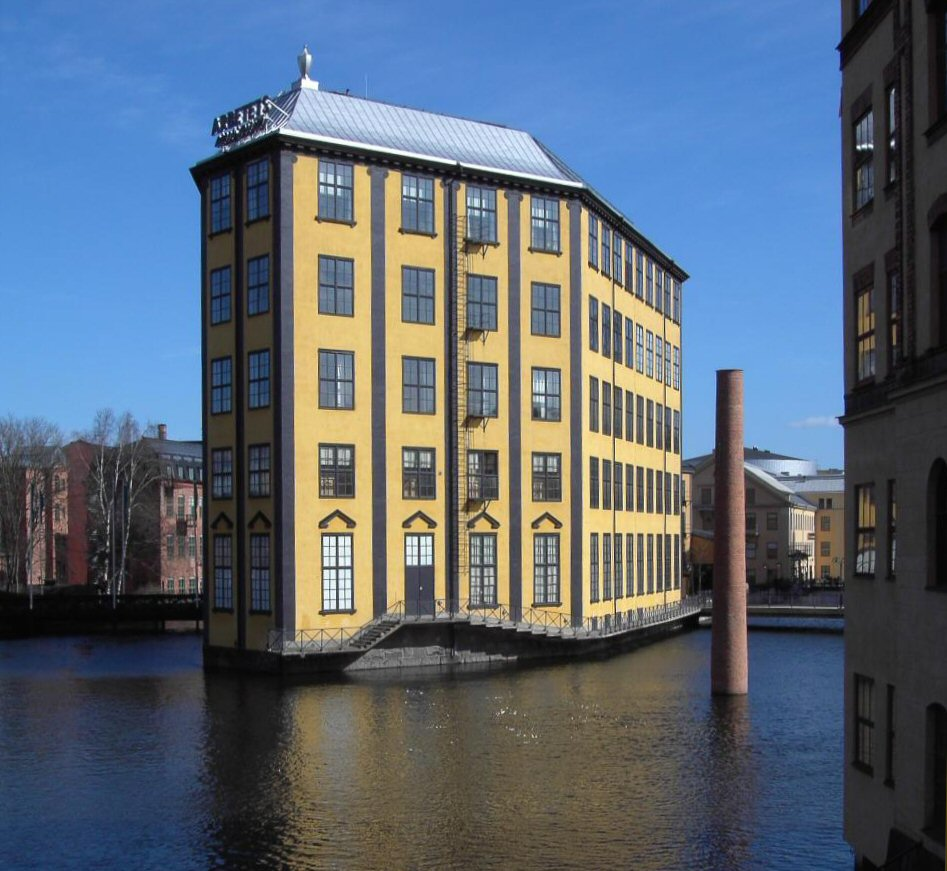
The Fifth Chimney från 1999 i Motala ström i Norrköping

Svenungsson har uppfört ett antal skorstensskulpturer som för varje byggd skorsten blir en meter högre. Den femte skorstenen, som är 14 meter hög, uppfördes 1999 utanför Arbetets Museum i Motala ström i Norrköping. Nedan följer en lista med alla skorstenar.
| Skorsten         | Plats                                                                                                  | Årtal   | Höjd     |
| ---------------- | --- | ------- | -------- |
| First Chimney    | Utanför Moderna museet i Stockholm, del av utställningen Rum Mellan Rum, riven 1994                    | 1992    | 10 meter |
| Second Chimney   | Expo Park i Taejon för utställningen Future Lies Ahead, riven ca 2005-2010                             | 1993    | 11 meter |
| Third Chimney    | Kotka, riven 2007                                                                                      | 1995    | 12 meter |
| Fourth Chimney   | Drewen/Brandenburg                                                                                     | 1996-99 | 13 meter |
| Fifth Chimney    | Vid Bergsbron i Motala ström i Norrköping                                                              | 1999    | 14 meter |
| Sixth Chimney    | Pentruper Mersch, Hembergen, Münsterland                                                               | 2001    | 15 meter |
| Seventh Chimney  | Buxtehude för utställningen A Whiter Shade of Pale – Kunst aus den Nordischen Ländern an der Unterelbe | 2004    | 16 meter |
| Eighth Chimney   | Wanås skulpturpark                                                                                     | 2007    | 17 meter |
| Ninth Chimney    | Jäckering Gruppes fabriksområde, Hamm                                                                  | 2008    | 18 meter |
| First Chimney II | Utanför Städelmuseum i Frankfurt, rekonstruktion av First Chimney i Stockholm, de-installerad 2022     | 2013    | 10 meter |
| Tenth Chimney    | Tegnérparken, Luthagen i Uppsala                                                                       | 2015    | 19 meter |